# Arapata
Arapata ist eine Ortschaft im Departamento La Paz im südamerikanischen Anden-Staat Bolivien. Sie besteht aus den beiden Ortsteilen Santa Rosa de Lima und San José de Pery.

## Lage im Nahraum
Arapata ist der zentrale Ort des Kanton Arapata im Municipio Coripata in der Provinz Nor Yungas. Die Ortschaft liegt auf einer Höhe von 1700 m auf einer Hochfläche an einem linken Nebenfluss des Río Boopi, der nach Norden fließt und in den Río Beni mündet.

## Geographie
Arapata liegt im Übergangsbereich zwischen dem Altiplano und der Cordillera Real im Westen und den Ausläufern des Amazonas-Tieflandes im Osten.
Der Jahresniederschlag hier in den subtropischen Yungas liegt bei 1100 mm (siehe Klimadiagramm Coroico) und weist eine deutliche Trockenzeit von Mai bis August und eine Regenzeit von Dezember bis Februar auf. Die Monatsdurchschnittstemperaturen schwanken nur unwesentlich zwischen 20 °C und 25 °C, tagsüber ist es sommerlich warm und nachts angenehm kühl.

## Verkehrsnetz
Arapata liegt in einer Entfernung von 106 Straßenkilometern nordöstlich von La Paz, der Hauptstadt des Departamentos.
Von La Paz führt die asphaltierte Nationalstraße Ruta 3 in nordöstlicher Richtung 52 Kilometer bis Cotapata und von dort als Schotterpiste über 35 Kilometer bis Coroico. Hier zweigt die Ruta 40 nach Südosten ab und erreicht nach 22 Kilometern Arapata und führt von dort weiter über Coripata nach Puente Villa, wo sie auf die Ruta 25 stößt, die weiter in südöstlicher Richtung nach Inquisivi und Cochabamba führt.

## Bevölkerung
Die Einwohnerzahl der Ortschaft war in den vergangenen beiden Jahrzehnten Schwankungen unterworfen:
| Jahr | Einwohner                                                    | Quelle       |
| ---- | ------------------------------------------------------------ | ------------ |
| 1992 | 2005                                                         | Volkszählung |
| 2001 | 1557                                                         | Volkszählung |
| 2012 | 1984 Santa Rosa de Lima 995 Einw. San José de Pery 989 Einw. | Volkszählung |
| 2024 |                                                              | Volkszählung |